# 山邊英彥
山邊英彥（1923年8月22日—1960年11月20日），日本數學家，生於日本兵庫縣蘆屋市。他最有名的結果是解決希爾伯特第五問題。

## 生平
山邊英彥1947年畢業於東京大學，到大阪大學任助理，1952年至1954年任普林斯頓大學助理，其間獲得大阪大學獲予博士。1954年，離開普林斯頓大學，到明尼蘇達大學任助理教授。他有一年往大阪大學擔任教授，其餘時間一直留在明尼蘇達大學，直到1960年。那年年底他突然中風去世，在此前幾月才受西北大學聘為教授。